# Erlandssjön
Erlandssjön är en sjö i Ragunda kommun i Jämtland och ingår i Indalsälvens huvudavrinningsområde. Sjön har en area på 0,427 kvadratkilometer och ligger 342,9 meter över havet. Sjön avvattnas av vattendraget Mörtån (Blekån).

## Delavrinningsområde
Erlandssjön ingår i det delavrinningsområde (702959-148568) som SMHI kallar för Utloppet av Erlandssjön. Medelhöjden är 373 meter över havet och ytan är 10,19 kvadratkilometer. Det finns ett avrinningsområde uppströms, och räknas det in blir den ackumulerade arean 27,14 kvadratkilometer. Mörtån (Blekån) som avvattnar avrinningsområdet har biflödesordning 2, vilket innebär att vattnet flödar genom totalt 2 vattendrag innan det når havet efter 196 kilometer. Avrinningsområdet består mestadels av skog (83 procent). Avrinningsområdet har 0,43 kvadratkilometer vattenytor vilket ger det en sjöprocent på 4,2 procent.